# Otus mayottensis
El autillo de Mayotte o autillo de la Mayotte (Otus mayottensis) es una especie de ave estrigiforme de la familia Strigidae. Es endémica de Comoras. Fue descrito por Constantine Walter Benson en 1960 como una subespecie del autillo malgache (Otus rutilus), sin embargo, en 2000 se reconoció como una especie distinta.